# Topsoe
 For alternative betydninger, se Topsoe (flertydig). (Se også artikler, som begynder med Topsoe)
Topsoe A/S (tidligere Haldor Topsøe A/S) er et af de førende firmaer i verden inden for heterogen katalyse, omkring 50 procent af verdens kunstgødning fremstilles ved hjælp af teknologi fra virksomheden, der blev grundlagt i 1940 af dr. Haldor Topsøe. Virksomheden har i dag ca. 2300 ansatte verden over, heraf ca. 1700 i Danmark. Haldor Topsøe A/S har sit hovedkvarter i Ravnholm ved Kongens Lyngby, selve produktionen foregår i Frederikssund og i Houston, Texas. Herudover har firmaet også flere kontorer i Eurasien, Sydøstasien, Mellemøsten samt i Nord- og Sydamerika.
Topsøe A/S havde i 2018 en omsætning på 5,6 milliarder kr. og et driftsresultat på 708 mio. kr. før skat .
Grundlæggeren Haldor Topsøe døde den 20. maj 2013, kun fire dage før sin 100 års fødselsdag. Frem til sin død var han bestyrelsesformand for virksomheden. Hans post blev overtaget af hans søn Henrik Topsøe, der fungerede som bestyrelsesformand frem til 12. august 2016. Jeppe Christiansen er i dag bestyrelsesformand, mens Roeland Baan er virksomhedens administrerende direktør.

## Historie
Haldor Topsøe A/S blev grundlagt i 1940 af dr. Haldor Topsøe. Under 2. verdenskrig fik firmaet lov til at benytte Polyteknisk Læreanstalts laboratorier, og i 1943 flyttede de til nye lokaler på Baunegaardsvej i Hellerup. Denne flytning betød, at firmaet kunne udvide på arbejdsområder, der var baseret på de nye faciliteter.
Under krigen udførte Topsøe også meget arbejde i Sverige som konsulenter for flere svenske virksomheder. Kontakterne i Sverige blev primært formidlet af den såkaldte Wallenberg-gruppe.
I 1944 producerede Topsøe den første lille ladning af svovlsyrekatalysatorer. Endnu en succes for firmaet kom i 1948 med udviklingen af den første nikkelkatalysator. Topsøe begyndte samme år et samarbejde med Vargöns AB i Vargön i Sverige med henblik på produktion af en katalysator til syntese af ammoniak.
I en periode kort efter krigen var Topsøe engageret i diverse aktiviteter i Mexico. Disse aktiviteter havde nogen forbindelse med Topsøes økonomiske kontakter i finansielle kredse i USA, herunder Verdensbanken. Dette ledte til, at firmaet blev involveret i planlægningen af Mexicos tekniske udvikling og i den amerikanske agronom Norman Borlaugs forsøg med hvede i Sonora-regionen i det nordlige Mexico.
I årene efter 1950 fornyede Topsøe kontakter med forskningsmiljøet i Sovjetunionen og opretholdt i mange år jævnlig kontakt med både det videnskabelige miljø og med organisationer, der beskæftigede sig med ingeniørvirksomhed på katalyseområdet. Topsøe oprettede i 1955 det franske datterselskab Haldor Topsøe S.A. og åbnede en afdeling i Paris. Gennem årene var Topsøe involveret i mange industrielle aktiviteter under både privat og offentlig kontrol og byggede også mange industrianlæg. Et af de store projekter, Topsøe deltog i, var opførelsen af et tungtvandsanlæg i Nordfrankrig. Topsøe blev flere gange kontaktet af de franske myndigheder med henblik på konsulentbistand.
Topsøe købte i 1958 ejendommen Linderupgaard, der dengang lå et stykke uden for Frederikssund. Siden købet er der blevet produceret katalysatorer på Linderupgaard.
I 1961 åbnede Topsøe en afdeling i New York, Haldor Topsoe, Inc., og fire år senere, i 1965, købte Topsøe en grund i Houston, hvor der i dag ligger en produktionsenhed. I 1971 flyttede kontoret i New York til Houston.
I årene 1971-1972 startede de første store Topsøe-ammoniakanlæg flere steder i verden. I 1972 ændredes ejerskabet af Topsøe fra et privatejet firma til et aktieselskab ejet af Haldor Topsøe og det italienske firma Snamprogetti med hver 50 procent af aktierne.
I 1973 flyttede Topsøes hovedkvarter til Søborg fra Vedbæk, hvor det havde været beliggende siden 1964. Et år senere flyttede det igen til sin nuværende lokalitet i Ravnholm.
I begyndelsen af 1980'erne åbnede Topsøe to kontorer i Asien, et i Delhi og et i Beijing. I starten til midten af 1990'erne åbnede Topsøe sine to nuværende afdelinger i Rusland i Moskva og Jaroslavl samt en afdeling i Los Angeles.
I 1999 indkøbte Topsøe et nyt transmissionselektronmikroskop og blev dermed, som de første i verden, i stand til at se detaljer ned til 1,2 Ångstrøm.
Haldor Topsøe købte i 2007 den italienske entreprenørvirksomhed Saipem, der havde overtaget Snamprogetti, ud af virksomheden for 2,6 milliarder kroner.. Samme år påbegyndte Haldor Topsøes datterselskab, Topsoe Fuel Cell, udviklingen af brændselscelle-teknologi til energianlæg, der bruges til produktion af miljøvenlig grøn strøm og varme i lastbiler, huse, hospitaler og supermarkeder.
I 2014 fik virksomhedens katalysator, der begrænser skibes udledning af svovl med 95 %, Ingeniørens Produktpris.